# Nacionalismo saharaui

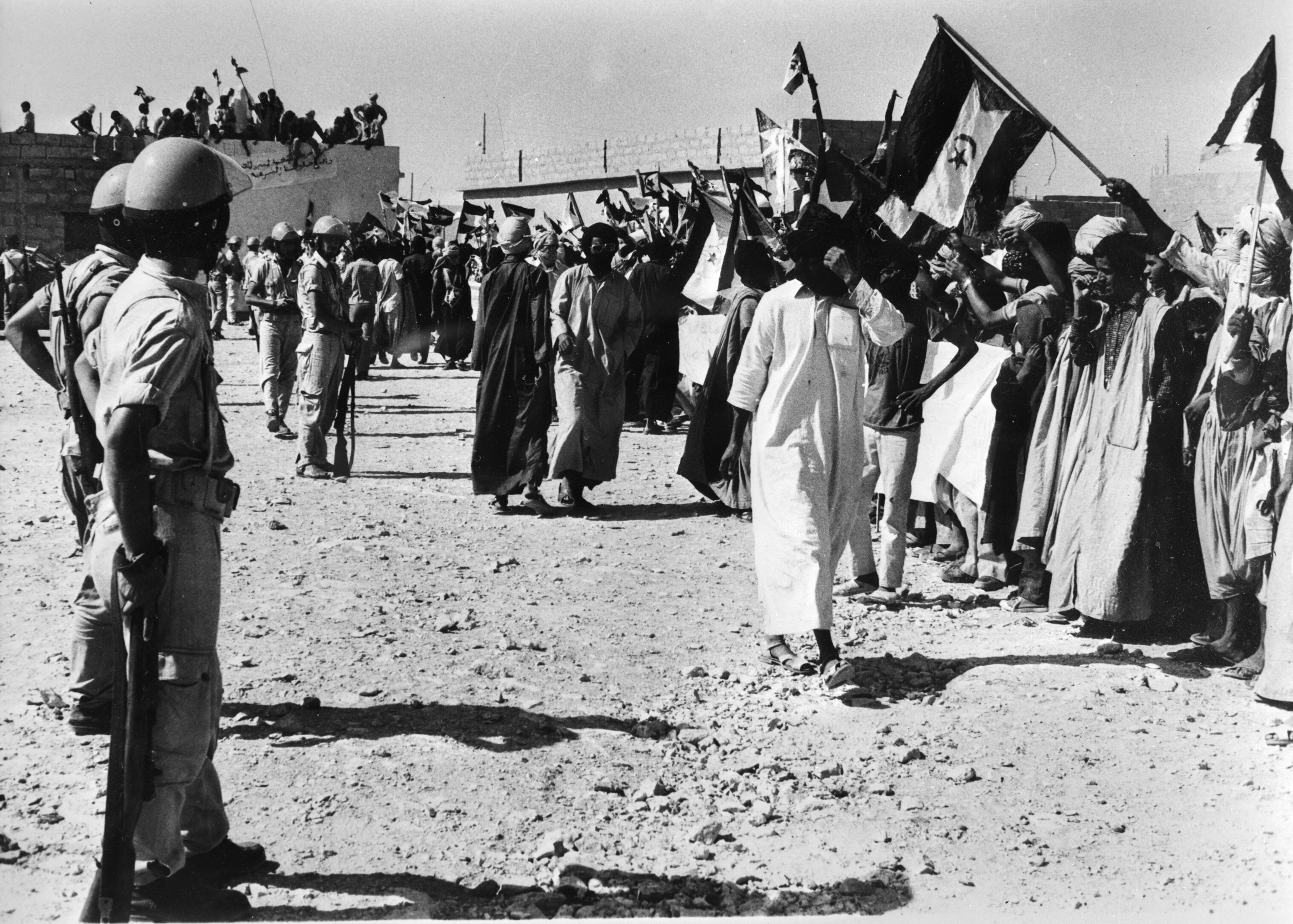
Manifestación del Frente Polisario durante el congreso del Partido de Unión Nacional Saharaui (1975)

El nacionalismo saharaui es una ideología política que busca la autodeterminación del pueblo saharaui, la población indígena del Sahara Occidental, así como la independencia total del territorio cuyas 3/4 partes están bajo control de Marruecos. Históricamente ha estado representado por el Frente Polisario. Surgió como reacción contra las políticas colonialistas españolas impuestas a partir de 1958, y posteriormente como reacción a las invasiones mauritanas y marroquíes de 1975.
El nacionalismo saharaui en la actualidad se basa en proteger la identidad del pueblo saharaui, buscar un referéndum de autodeterminación y lograr la independencia total del Sáhara Occidental.
Sus principales ideologías opuestas han sido el colonialismo español (Sahara español, 1884-1975), el irredentismo mauritano (Tiris al-Gharbiyya, 1975-1979), el irredentismo marroquí (Provincias del Sur, 1975-presente) y el panarabismo.
Desde los años 1950 el pueblo saharaui comenzó a protestar contra el dominio español en el Sáhara Occidental. En 1968 algunos saharauis se movilizaron militar y políticamente contra las autoridades españolas, formando el Movimiento Nacional de Liberación Saharaui liderado por Mohamed Basiri. Después de la intifada de Zemla, el primer levantamiento masivo nacionalista saharaui, Basiri fue arrestado por las autoridades españolas y desapareció. En 1973 se creó el Frente Polisario como una organización paramilitar contra la gobernación española, cometiendo atentados y enfrentándose contra la policía local.
En 1974, el gobierno franquista creó el Partido de Unión Nacional Saharaui como un apoyo político que sería usado como contrapeso al creciente nacionalismo. En 1975, la muerte de Francisco Franco significó el colapso del gobierno español en el Sáhara Occidental. Los Acuerdos de Madrid, donde se excluyó la participación de los dirigentes nacionalistas saharauis, se estableció la división del territorio entre Mauritania y Marruecos, aunque nunca fueron reconocidos por los dirigentes saharauis ni por la ONU.

## Luchar contra el olvido
Ángela Hernández Moreno, en su análisis "De beidani a saharaui: cambios de identidad en la población del Sáhara occidental", enfatiza la importancia crucial de la historia para comprender la identidad saharaui y evitar el olvido. La autora destaca que la historia no es simplemente un relato estático, sino que es un terreno donde los actores involucrados la interpretan y definen: 
El olvido es un elemento clave en la formación de una nación, y la forma en que se recuerda o se olvida el pasado tiene una influencia directa en la construcción de la identidad nacional. Es por ello que, para los historiadores, es fundamental deconstruir los mitos presentes en las versiones nacionalistas de la historia, evitando proyecciones del presente en el pasado y basándose en datos objetivos. [...]. La memoria colectiva es vital para mantener viva la lucha por la autodeterminación, y un análisis objetivo y desapasionado de la historia permite evitar caer en narrativas nacionalistas que buscan justificar la opresión y la negación de los derechos de los pueblos. 
Según la autora, el proceso de identificación para el censo, diseñado para el referéndum de autodeterminación, lejos de definir a la población, generó una serie de problemas que impidieron su realización y aumentaron el interés en la cuestión identitaria. La administración colonial española no logró censar de manera fiable a la población debido a su carácter nómada, y fue solo en 1974, bajo presión internacional, que se intentó seriamente llevar a cabo un censo para el referéndum. Este esfuerzo por identificar a la población reveló la complejidad y las contradicciones en la construcción de la identidad saharaui. 
La investigación histórica nos permite entender la "otredad" del pueblo saharaui, que no se ajusta a los cánones de la realidad europea. La historia de Ma el Ainin, por ejemplo, se ha utilizado para establecer la existencia histórica de los saharauis y para definir un Estado-Nación. Igualmente, la historia de la resistencia a la colonización muestra que el nacionalismo saharaui no es una invención reciente, sino que tiene raíces profundas en el pasado. El olvido de esta historia puede perpetuar la injusticia, mientras que su análisis crítico permite construir un futuro mejor para el pueblo saharaui.

## Periodo precolonial
Antes de la llegada de las potencias coloniales, el territorio del Sahara Occidental estaba habitado por diversas tribus nómadas que compartían una cultura y forma de vida adaptada al desierto. El territorio era conocido como Trab el Bidān, que significa "territorio de los blancos", en contraste con Trab el Sudán, "tierra de los negros", que se refiere al África subsahariana. Estas tribus, organizadas en clanes y linajes, seguían una estructura social basada en la jerarquía, con un sistema de valores propios que regulaban sus relaciones.
La sociedad precolonial saharaui estaba dividida en tribus guerreras,, principalmente nómadas, y tribus tributarias en su mayoría dedicadas a la agricultura y la pesca. Las tribus tributarias estaban obligadas a pagar una especie de tributo conocido como la horma a las tribus guerreras a cambio de protección. Esta división contribuyó a la estabilidad social en la región, donde las tribus nómadas se desplazaban por el desierto según sus necesidades. Algunas de las tribus nómadas más destacadas que habitaban la región antes de la colonización eran:
- Ergueibat
- Arosien
- Ulad Delim
- Ulad Tidrarin
- Izarguien
- Ait Lahsen

Aunque compartían una base cultural común, cada tribu mantenía sus propias identidades y estructuras sociales. En la jerarquía social, los Arab (descendientes de los árabes) ocupaban la posición más alta, mientras que en la base se encontraban los Abid (esclavos negros). y los hatim (libertos)
La vida nómada de estas tribus seguía dos ciclos fundamentales. El primero era el tiempo de la tribu, en el que los miembros de la tribu se desplazaban de un lugar a otro según las necesidades del entorno. El segundo ciclo, denominado Ait Arbain o Consejo de los 40, era un sistema de organización común entre las tribus, en el que se compartían experiencias y se regulaban las relaciones intertribales.
Con la llegada de los colonizadores europeos a finales del siglo XIX y principios del XX, esta dinámica social y territorial fue transformada drásticamente. La imposición de fronteras y la sedentarización obligatoria impuesta por los colonizadores, particularmente por España, alteraron el modo de vida tradicional de las tribus nómadas. Esta sedentarización, aunque forzada, tuvo un impacto profundo en la estructura social, aunque el imaginario nómada continuó siendo relevante a nivel cultural.

## Colonización española (1884 – 1975)
El periodo colonial español en el Sahara Occidental se extendió desde finales del siglo XIX hasta 1975. Comenzó formalmente en 1884, cuando España proclamó el protectorado sobre el territorio. A lo largo de las décadas, España fue consolidando su control sobre la región, especialmente en las costas. Durante el siglo XX, especialmente en la década de 1960, España profundizó su dominio con la explotación de recursos naturales, como los fosfatos de Bu-Craá
Este periodo concluyó en 1975, cuando España, presionada por el contexto internacional y las reivindicaciones de autodeterminación del pueblo saharaui, decidió retirarse del territorio. Ese mismo año, España firmó los Acuerdos de Madrid (14 de noviembre de 1975) con Marruecos y Mauritania, cediendo el control del Sahara Occidental a ambos países. Sin embargo, la descolonización no fue completa, ya que el conflicto por la autodeterminación del pueblo saharaui continuó, con el Frente Polisario proclamando la independencia y estableciendo la República Árabe Saharaui Democrática (RASD)

### Contexto de la colonización española
La presencia española en el Sahara Occidental comenzó con intereses comerciales, particularmente relacionados con la pesca en las costas ricas del desierto. Sin embargo, el verdadero establecimiento colonial se consolidó a finales del siglo XIX, cuando España, enfrentada a la competencia de otras potencias coloniales, como Francia, consolidó su control sobre la región. 
En 1881, la Sociedad de Pesquerías Canario-Africana obtuvo la cesión de la península de Dahla, lo que marcó el inicio de la ocupación territorial española. A pesar de los conflictos internos en España y las disputas con potencias extranjeras, la presencia española se fue consolidando, principalmente en las costas, y a lo largo de los años, se establecieron fortines y líneas divisorias para proteger sus intereses coloniales.
A lo largo del siglo XX, especialmente en la década de 1960, España consolidó su dominio colonial en el Sahara Occidental, con la explotación de recursos naturales como los fosfatos de Bu-Craá. La creación de empresas como Fosfatos de Bucraa S.A consolidó la economía colonial, que sin embargo relegó a los saharauis a una posición subalterna, como trabajadores asalariados en sus propios recursos naturales.

### Transformaciones socioeconómicas bajo el colonialismo
La colonización española introdujo una economía de mercado y transformó las relaciones sociales tradicionales. La sedentarización de las poblaciones nómadas saharauis, inicialmente forzada por la creación de centros urbanos como El Aaiún, y Villa Cisneros alteró profundamente la estructura social. Aunque esta sedentarización permitió una mayor interacción entre los saharauis y con otras culturas, también significó una ruptura con las formas de vida nómada, que hasta entonces habían sido la base de la identidad saharaui.
El auge de la industria minera, especialmente con el descubrimiento de los fosfatos en Bu-Craá en la década de 1960, trajo consigo la creación de nuevos empleos y la transformación de la economía local. Sin embargo, los saharauis se vieron relegados a puestos subalternos y el control de la industria y los recursos naturales quedó en manos de los colonizadores españoles y sus aliados, lo que aumentó la desigualdad y contribuyó a una creciente conciencia de la explotación colonial.

### Estratificación social y étnica durante la colonización
Durante la colonización española, la estructura social del Sahara Occidental experimentó cambios significativos, en gran parte debido a la intervención del poder colonial. Las tribus saharauis continuaron siendo una parte importante de la organización social, pero el dominio español también introdujo nuevas dinámicas políticas y sociales que afectaron la jerarquía y el orden tradicional de las tribus. En este período, la división entre los grupos dominantes árabes ḥassāníes y las tribus bereberes se intensificó, ya que las autoridades coloniales favorecieron a las tribus árabes en muchos aspectos de la administración y la organización.
La lengua árabe y las costumbres árabes, reforzadas por la presencia de las tribus ḥassāníes, se consolidaron como las dominantes en la región. La resistencia a la ocupación también se alimentó de una identidad saharaui unificada, que trascendía las divisiones tribales y se centraba en la lucha por la autodeterminación frente al colonialismo.

### La intifada de Zemla
La revuelta de Zemla, conocida también como la "intifada de Zemla", ocurrió el 17 de junio de 1970 en El Aaiún, Sahara Occidental, y fue un acontecimiento crucial en la lucha del pueblo saharaui contra la colonización española. Durante esta protesta pacífica, los saharauis exigían su derecho a la autodeterminación, pero la respuesta de las autoridades españolas fue violenta
La manifestación fue disuelta con represión, resultando en muertes y detenciones. La revuelta tuvo un profundo impacto en la conciencia política saharaui y facilitó la creación del Frente Polisario como respuesta a la represión y la desaparición de Bassiri, líder de la Organización Avanzada para la Liberación del Sahara. Este evento marcó un punto de inflexión en la resistencia saharaui y en la lucha por la independencia del Sahara Occidental.

### Efectos de la administración colonial
El sistema de administración colonial español en el Sahara Occidental se basó en la colaboración con los notables saharauis, quienes ocuparon posiciones administrativas dentro del sistema colonial. Sin embargo, el enfoque de la administración española también estuvo marcado por su intento de "asimilar" a la población saharaui a la cultura española a través de un sistema educativo influenciado por el nacional-catolicismo. El objetivo era integrar a los jóvenes saharauis como "nuevos españoles" en un intento de disolver las identidades tribales y promover un proceso de "civilización".
En 1974 se creó el Partido Nacional Unitario Saharaui (PNUS) con el fin de fomentar la integración política del pueblo saharaui en el proyecto colonial. Sin embargo, este intento de asimilación encontró resistencia en la población local, y, a pesar de la violencia simbólica que se utilizó para imponer el modelo colonial, la identidad saharaui comenzó a redefinirse en respuesta a las imposiciones externas.

## Surgimiento de la identidad saharaui
La administración española contribuyó a la creación de una identidad compartida entre los saharauis. Si bien antes de la colonización no existía un sentimiento de unidad entre las tribus, la presencia del régimen colonial y la imposición de un sistema administrativo común llevaron a que las diversas tribus se percibieran como un pueblo con un destino común. La explotación de recursos naturales, como los fosfatos, y el aumento de la presencia española en el territorio reforzaron este sentimiento de unidad.
Paralelamente, la administración colonial contribuyó a fortalecer el sentimiento de pertenencia al territorio, especialmente entre los jóvenes nacidos en el Sahara Occidental. A pesar de que las fronteras coloniales fueron impuestas, estas también consolidaron un sentido de arraigo a la tierra entre la población saharaui, algo fundamental en el desarrollo del nacionalismo saharaui.
El discurso anticolonial que circulaba en otras partes de África también influyó en el despertar de la conciencia nacional saharaui. Las luchas por la independencia en países vecinos sirvieron de inspiración para que los saharauis comenzaran a exigir su propia autodeterminación. A pesar de los intentos de asimilación de la administración española, que implementó un sistema educativo influenciado por el nacional-catolicismo, los saharauis comenzaron a desarrollar una identidad diferenciada, combinando elementos árabes y de nación propia.
Este proceso culminó con la formación del Frente Polisario en 1973, un movimiento de liberación que unificó a los saharauis en la lucha por la autodeterminación. El Frente Polisario se convirtió en el principal representante del pueblo saharaui, liderando la lucha contra la ocupación española, y luego contra la ocupación marroquí. La Yemaá, una institución tradicional, también expresó su apoyo al Frente Polisario, disolviéndose al declarar que este era el legítimo representante de la voluntad del pueblo saharaui.
La proclamación de la República Árabe Saharaui Democrática (RASD) en 1976 fue otro hito importante en la consolidación de la identidad nacional saharaui. Con la creación de un gobierno y de instituciones políticas propias, los saharauis reafirmaron su deseo de autogobierno y autodeterminación. La identidad saharaui se consolidó en este contexto, no solo como una respuesta a la colonización, sino como un acto de resistencia ante la ocupación extranjera.
En resumen, la administración colonial española en el Sahara Occidental, a pesar de sus esfuerzos por imponer la asimilación cultural y la dominación política, proporcionó las bases para el surgimiento de una identidad nacional saharaui. La sedentarización, la creación de fronteras, el discurso anticolonial, y la formación del Frente Polisario fueron factores clave que, combinados con laproclamación de la RASD, dieron forma al nacionalismo saharaui, el cual se consolidó como un movimiento de resistencia y lucha por la autodeterminación.

## Descolonización española
La descolonización española del Sahara Occidental fue un proceso complejo y frustrado, marcado por la presión internacional, las maniobras políticas y la resistencia saharaui. No se completó de manera efectiva, ya que España se retiró del territorio en 1975 sin llevar a cabo un proceso de autodeterminación. En su lugar, el territorio fue ocupado por Marruecos y Mauritania, lo que provocó un conflicto que perdura hasta hoy. El proceso de descolonización del Sáhara Occidental estuvo marcada por los siguientes factores: 

### Presión de la ONU
La ONU presionó a España para la descolonización del Sahara Occidental debido a la aplicación del principio de autodeterminación de los pueblos y al contexto general de descolonización que se vivía a nivel mundial después de la Segunda Guerra Mundial. La ONU consideraba al Sahara Occidental como un territorio no autónomo bajo administración española, por lo que le correspondía el derecho a la libre determinación.
España, en un principio, se resistió a las presiones de la ONU y trató de evitar la descolonización del Sahara Occidental. Inicialmente, el gobierno español negó el carácter de territorio no autónomo de sus posesiones africanas, considerándolas como provincias españolas. Esta política buscaba asimilar la condición jurídica de la población saharaui a la española para postergar la descolonización.
Sin embargo, la presión internacional, especialmente de la ONU, obligó a España a cambiar su postura. Algunos puntos clave sobre cómo se tomó España esta presión son:
- Inclusión en la lista de territorios no autónomos: La insistencia de las delegaciones soviética, búlgara y ucraniana de incluir a las Islas Canarias en la lista de territorios no autónomos, junto con Ifni y el Sahara Español,[12] obligó al gobierno español a replantearse la cuestión de la descolonización. Para evitar que las Islas Canarias fueran consideradas como territorio no autónomo, España aceptó finalmente incluir al Sahara Español e Ifni en esa lista. El representante español ante la ONU, Félix DE LEQUERICA[12] declaró en 1960 que España transmitiría información sobre estos territorios a la ONU[12]
- Política de asimilación: A pesar de aceptar la inclusión del Sahara Español en la lista de territorios no autónomos, España continuó con su política de asimilación, buscando integrar a los saharauis en la cultura y sociedad española.[12] Esto se hizo a través de medidas como la conversión de los territorios en "Provincias españolas de ultramar" en 1958[12] con el objetivo de afirmar ante la comunidad internacional que no administraba territorios no autónomos.
- Aceptación del referéndum de autodeterminación: Bajo la presión de la ONU, España aceptó la necesidad de celebrar un referéndum de autodeterminación en el Sahara Occidental. Sin embargo, este proceso fue interrumpido por las acciones de Marruecos, que solicitó una opinión consultiva al Tribunal Internacional de Justicia (TIJ)[12] sobre los lazos históricos entre el Sahara Occidental y Marruecos y Mauritania. España detuvo los preparativos del referéndum mientras se resolvía la cuestión ante el TIJ, un hecho que luego facilitaría que se frustrara el proceso de descolonización.
- Acuerdos de Madrid: A pesar del dictamen del TIJ que reafirmó el derecho a la autodeterminación del pueblo saharaui, España firmó los Acuerdos de Madrid[12] en 1975, cediendo la administración del territorio a Marruecos y Mauritania. Este acto fue considerado una traición al pueblo saharaui y una violación del derecho internacional, dado que España no tenía derecho a ceder la administración del territorio, sino que debía haber promovido su descolonización mediante un referéndum.
- Actitud ambivalente: España mostró una actitud ambivalente frente a la descolonización del Sahara, debido a que mientras por una parte se veía obligada a cumplir las resoluciones de la ONU y la presión internacional, al mismo tiempo se resistía a perder su presencia e intereses en el territorio. Esto se manifestó en la firma de acuerdos pesqueros con Marruecos después de su retirada del Sahara, ignorando la soberanía del pueblo saharaui sobre sus recursos naturales.[12][8]

En resumen, la ONU presionó a España para descolonizar el Sahara Occidental basándose en el principio de autodeterminación, mientras que España inicialmente se resistió, buscando mantener su presencia y control sobre el territorio. La presión internacional y la necesidad de salvaguardar sus intereses llevaron a España a una serie de acciones contradictorias que culminaron en la entrega del territorio a Marruecos y Mauritania, dejando inconcluso el proceso de descolonización

### Dictamen del TIJ
El dictamen del Tribunal Internacional de Justicia (TIJ) sobre el Sahara Occidental fue emitido el 16 de octubre de 1975, y no es un evento que deba celebrarse en sí mismo, sino una opinión consultiva sobre la situación jurídica del territorio. El TIJ concluyó que no existían vínculos de soberanía territorial entre el Sahara Occidental y Marruecos o Mauritania que impidieran la autodeterminación del pueblo saharaui.
El hecho de que aún no se haya resuelto el conflicto del Sahara Occidental y que no se haya celebrado un referéndum de autodeterminación no se debe a la falta de un dictamen del TIJ, sino a otros factores que han obstaculizado la implementación del proceso de descolonización. Estos factores incluyen:
1. La Marcha Verde y los Acuerdos de Madrid: Tras el dictamen del TIJ, Marruecos organizó la Marcha Verde,[12][10] una invasión del Sahara Occidental por civiles marroquíes. España, en lugar de defender el derecho a la autodeterminación del pueblo saharaui, firmó los Acuerdos de Madrid, cediendo la administración del territorio a Marruecos y Mauritania. Estos acuerdos son considerados nulos por violar el derecho a la autodeterminación del pueblo saharaui.
2. Obstáculos al Plan de Arreglo.[10]: La ONU intentó implementar un plan de paz que incluyera un referéndum de autodeterminación, pero este proceso se ha visto obstaculizado por la falta de cooperación de las partes involucradas, principalmente Marruecos[12] Las disputas sobre la identificación de los votantes, la presencia de tropas marroquíes y la falta de un código de conducta han retrasado el proceso.
3. La "avalancha" de solicitudes de votantes: En 1994, Marruecos presentó 180.000 solicitudes[12] de votantes a última hora, lo que paralizó el proceso de identificación y generó dudas sobre la imparcialidad del referéndum. Esta acción fue un intento de influir en el resultado del referéndum.
4. Falta de consenso internacional: La falta de un consenso internacional sólido y la influencia de ciertos países en el Consejo de Seguridad de la ONU también han contribuido a la prolongación del conflicto.[12] Algunos países, como Francia[13] y Estados Unidos,[14] parecen priorizar sus relaciones con Marruecos sobre la autodeterminación del Sahara Occidental.
5. Actitud de España: A pesar de su responsabilidad histórica, España no ha ejercido suficiente presión para que se respete el derecho a la autodeterminación del pueblo saharaui, lo que ha contribuido a que el conflicto se perpetúe.[12] España, como antigua potencia administradora, tenía la responsabilidad de garantizar la descolonización del territorio, pero en su lugar se retiró, facilitando la ocupación por parte de Marruecos[12]
6. La Misión de las Naciones Unidas para el Referéndum del Sahara Occidental (MINURSO): La MINURSO fue creada para supervisar el alto el fuego y garantizar la realización del referéndum, pero su mandato ha sido limitado y su eficacia cuestionada.[12] La MINURSO ha tenido dificultades para desempeñar sus funciones debido a la falta de cooperación de las partes involucradas y a la limitación de sus facultades[12]

En resumen, el dictamen del TIJ ya fue emitido en 1975 y reafirmó el derecho a la autodeterminación del pueblo saharaui. El hecho de que no se haya celebrado un referéndum se debe a una serie de factores políticos, diplomáticos y de intereses, que han obstaculizado la implementación del proceso de descolonización del Sahara Occidental. La comunidad internacional, y en particular la ONU, tienen la responsabilidad de garantizar que el pueblo saharaui pueda ejercer su derecho a la autodeterminación, pero esto requiere un consenso y una voluntad política que aún no se han manifestado plenamente.

### Acuerdos de Madrid y retirada de España
A pesar del dictamen del TIJ, España firmó los Acuerdos de Madrid en noviembre de 1975, cediendo la administración del territorio a Marruecos y Mauritania. Este acto fue considerado por muchos como una traición al pueblo saharaui y una violación del derecho internacional.
En 1976, España se retiró del Sahara Occidental, dejando el territorio en manos de Marruecos y Mauritania, lo que desencadenó una guerra entre el Frente Polisario y estos países.

## Actores clave del Nacionalismo Saharaui
El surgimiento de la conciencia nacional en el Sahara Occidental fue un proceso complejo que estuvo influenciado por diversos factores, entre los que destacan la colonización española, la difusión de movimientos de liberación en África y la interacción con los países vecinos. Este proceso llevó a la consolidación de una identidad saharaui distintiva y, eventualmente, a la lucha por la autodeterminación del pueblo saharaui. A continuación, un listado de los principales actores que contribuyeron al nacionalismo Saharaui. 
- Figuras culturales de resistencia: Ma el Ainin,[7] un líder religioso y militar, simbolizó la unidad en la resistencia a la invasión europea a principios del siglo XX. En la ciudad de Smara, fundada por él, creó una biblioteca que recogía las memorias orales de los pueblos, que fue destruida en 1912 por las tropas francesas[7]
- Mohamed Bassiri.[10]: Líder de la Organización Avanzada para la Liberación del Sáhara (OALS), un movimiento anterior al Frente Polisario, que desapareció en 1970 tras una manifestación contra la ocupación española[10] Su desaparición tras el levantamiento de Zemla es un símbolo de la represión colonial y la lucha por la autodeterminación.
- El Luali Mustafa Sayed':' Considerado uno de los fundadores y líderes más destacados del Frente Polisario, jugó un papel clave en la organización y lucha del pueblo saharaui.[10]
- Jóvenes saharauis:[10] La juventud saharaui, nacida en el territorio bajo administración colonial, fue fundamental en el desarrollo de la conciencia nacional. Estos jóvenes, mejor informados sobre el discurso anticolonial y con un fuerte sentido de pertenencia al territorio, fueron protagonistas en el despertar del nacionalismo saharaui.
- El Frente POLISARIO: Fundado el 10 de mayo de 1973, el Frente Popular para la Liberación de Saguia el Hamra y Río de Oro (Frente POLISARIO) desempeñó un papel crucial en la articulación de la conciencia nacional saharaui.[10] Este movimiento optó por la vía armada como camino hacia la independencia, primero contra la potencia colonial española y luego contra la presencia marroquí y mauritana en el territorio. El Frente POLISARIO fue la principal fuerza impulsora en la lucha por la autodeterminación, consolidando años de resistencia y lucha por la identidad saharaui. Su primer secretario general fue El Luali Mustafa Sayed[10]
- PNUS (Partido de la Unión Nacional Saharaui): Fue creado desde Madrid para canalizar a los jóvenes colonizados dentro del sistema colonial, buscando una asimilación al poder colonial.[12] Sin embargo, la creación de este partido resultó ser contraproducente al empujar a muchos a buscar la autodeterminación e incorporarse al Frente Polisario.
- Activistas y fundadores de partidos: Líderes como Jatri Youmani,[11] uno de los primeros fundadores del partido musulmán, también fueron actor[10]es clave en la formación de la conciencia nacional, evidenciando la dinámica política en la región y las luchas internas de la época[11]
- La Yemáa: Aunque creada por la administración colonial española, la Yemáa,[12] una asamblea de notables, desempeñó un papel controversial en la formación de la conciencia nacional. A pesar de ser vista por algunos como una institución colonialista, la Yemáa también expresó su deseo de que el territorio avanzara hacia la autodeterminación, lo que refleja la existencia de un sentimiento nacional incluso dentro de instituciones creadas por los colonizadores[12]
- Líderes tribales y ancianos: Los jefes tribales y ancianos fueron fundamentales como mediadores culturales, facilitando la comunicación entre la población saharaui y los movimientos de liberación. Su influencia ayudó a unificar las tribus en torno a la lucha común por la autodeterminación.[10]
- Intelectuales y activistas: Numerosos intelectuales y activistas saharauis, tanto dentro como fuera del territorio, contribuyeron a la difusión de la conciencia nacional a través de sus escritos, discursos y acciones políticas, influyendo en la articulación del nacionalismo saharaui.
- Notables Saharauis: La administración colonial española intentó integrar a notables saharauis en la administración y las compañías comerciales.[12] Sin embargo, muchos de estos notables también apoyaron la causa saharaui y contribuyeron a la formación de una identidad nacional, aunque a veces sus intereses estaban alineados con el poder colonial.

## Actualidad
El nacionalismo saharaui es fuertemente defendido por el gobierno de la República Árabe Saharaui Democrática y por el Frente Polisario, el partido hegemónico saharaui. Después del retiro de Mauritania del territorio en 1984 y el armisticio de la guerra del Sahara Occidental, el gobierno de la república saharaui ha logrado por medio de la diplomacia su reconocimiento como nación y Estado independiente, pese a las presiones de Marruecos, quien todavía controla gran parte del territorio y está completamente en contra de un referéndum de autodeterminación.La RASD es miembro de pleno derecho en la Unión Africana y es reconocida por aproximadamente 80 Estados soberanos.

Sin embargo, en esta última década, estados poderosos han reconocido la marroquinización del Sáhara Occidental. En diciembre de 2020, el presidente de Estados Unidos, Donald Trump, firmó una declaración reconociendo la soberanía de Marruecos sobre el Sahara Occidental y anunciando la normalización de las relaciones diplomáticas entre Marruecos e Israel Esta decisión fue presentada como parte de un acuerdo para restablecer los lazos entre Marruecos e Israel, convirtiéndose en el cuarto país musulmán en normalizar relaciones con Israel, después de los Emiratos Árabes Unidos, Baréin y Sudán:
"Otro logro histórico hoy. Nuestros dos grandes amigos Israel y el reino de Marruecos han acordado (establecer) relaciones diplomáticas plenas, un enorme avance por la paz en Medio Oriente"
Por otro lado, el Frente Polisario, a través de su representante ante Naciones Unidas, Sidi Omar, rechazó este reconocimiento y subrayó que el estatus legal del Sahara Occidental debe ser determinado por la legislación internacional y las resoluciones de la ONU.
En octubre de 2024, Francia reafirmó su reconocimiento de la soberanía de Marruecos sobre el Sahara Occidental durante una visita de Estado del presidente Emmanuel Macron a Rabat.
Emmanuel Macron, durante su visita a Marruecos, reafirmó el apoyo de Francia al Plan de Autonomía de Marruecos como la "solución más viable para el Sahara Occidental". Destacó que este plan podría ser un medio para resolver el conflicto, manteniendo la soberanía de Marruecos sobre el territorio. Además, afirmó que la posición francesa está alineada con las resoluciones de la ONU y que los esfuerzos de Marruecos en la región son una prioridad en su relación bilateral.
Este apoyo se refleja en la actualización del mapa del país en la página web oficial francesa, incluyendo el Sahara Occidental. La relación entre ambos países se fortaleció con la firma de acuerdos clave en áreas como infraestructuras, energía y agricultura.